# T.J. Johnson
T.J. Johnson (Aynor, 17 luglio 1990) è un giocatore di football americano statunitense che gioca nel ruolo di centro per i Cincinnati Bengals della National Football League (NFL). Fu scelto nel corso del settimo giro (251º assoluto) del Draft NFL 2013 dai Bengals. Al college ha giocato a football alla South Carolina University.

## Carriera professionistica

### Cincinnati Bengals
Johnson fu scelto nel corso del settimo giro del Draft 2013 dai Cincinnati Bengals. Dopo non essere mai sceso in campo nella sua stagione da rookie, debuttò nella NFL il 21 settembre 2014 contro i Tennessee Titans e chiuse la sua seconda stagione con quattro presenze.